# Lauren Bate
Lauren Bate-Lowe (Billinge, 27 april 1999) is een Britse baanwielrenster. 
Bate nam in 2018 namens Engeland deel aan de Gemenebestspelen waar ze samen met Katy Marchant derde werd op de teamsprint. Tijdens de Europese kampioenschappen baanwielrennen in 2020 behaalde ze met de Britse ploeg een tweede plaats op de teamsprint.

## Palmares

### Baanwielrennen
| Jaar        | BK                                | EK                                 | WK                  | Overige                      |             |
| Als juniore | Als juniore                       | Als juniore                        | Als juniore         | Als juniore                  | Als juniore |
| ----------- | --------------------------------- | ---------------------------------- | ------------------- | ---------------------------- | ----------- |
| 2016        |                                   | teamsprint                         |                     |                              |             |
| 2017        | sprint, 500m tijdrit · keirin     | Keirin · 500m tijdrit · teamsprint | sprint · teamsprint |                              |             |
| Als elite   |                                   |                                    |                     |                              |             |
| 2017        | teamsprint                        |                                    |                     |                              |             |
| 2018        | teamsprint, sprint · 500m tijdrit |                                    |                     | Gemenebestspelen: teamsprint |             |
| 2019        |                                   |                                    |                     |                              |             |
| 2020        | sprint                            | teamsprint                         |                     |                              |             |